# Vale

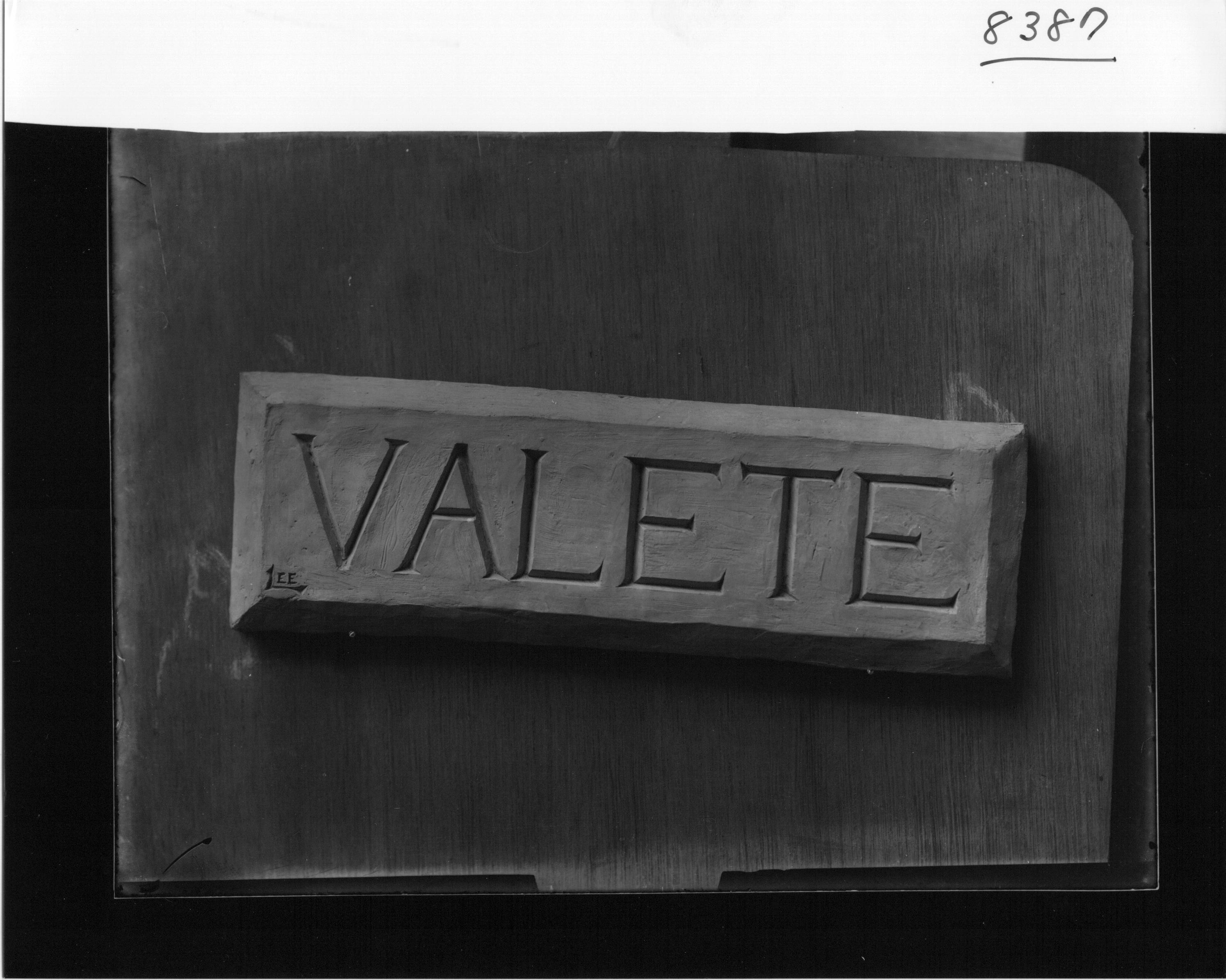
Incisione epigrafica su pietra nell'Ohio

Vale, dal latino valere, "stare in salute", era in latino il saluto di commiato, equivalente praticamente al nostro "ciao, stammi bene".
Rivolto a più persone si diceva valete (seconda persona plurale dell'imperativo presente).
Se posto al termine di una frase o di un discorso, significava, invece, "Addio". Lo stesso significato assumeva nella formula di commiato all'interno di un epitaffio, come, ad esempio, in Inveni portum. Spes et Fortuna valete! Sat me lusistis; ludite nunc alios!